# Dicranomyia (Idiopyga) byersi
Dicranomyia (Idiopyga) byersi is een tweevleugelige uit de familie steltmuggen (Limoniidae). De soort komt voor in het Nearctisch gebied.